# Die Jagd zum magischen Berg
Die Jagd zum magischen Berg (Originaltitel: Race to Witch Mountain) ist eine Neuverfilmung des Filmes Die Flucht zum Hexenberg. Beide Filme basieren auf dem Roman Escape to Witch Mountain von Alexander Key. Regie führte Andy Fickman und die Hauptrollen übernahmen Dwayne Johnson, AnnaSophia Robb, Alexander Ludwig und Carla Gugino. Die Dreharbeiten begannen im März 2008 in Los Angeles. Der Film erschien am 13. März 2009 in den USA und am 6. April 2009 in Deutschland.

## Handlung
Als in der Nähe von Las Vegas ein UFO abstürzt, entsendet der Regierungsbeamte Henry Burke ein Team zur Untersuchung der Absturzstelle. Es stellt sich heraus, dass die Insassen in einem Bus nach Las Vegas entkommen sind. Das UFO lässt er abtransportieren.
In Las Vegas fährt der Taxifahrer Jack Bruno die in der Fachwelt umstrittene Astrophysikerin Dr. Alex Friedman zu einem UFO-Kongress, wo sie einen Vortrag über wissenschaftlich fundierte UFO-Theorien halten will. Im selben Taxi sitzen später zwei „außerirdische“ Jugendliche namens Sara und Seth und bieten Jack eine hohe Geldsumme für eine Fahrt zu einem Ziel in der Wüste. Auf dem Weg dorthin versuchen Burke und sein Team die drei zu stellen. Nachdem Burke nach einer heftigen Verfolgungsjagd abgeschüttelt werden konnte, erreichen die drei ihr Ziel, ein verlassenes Haus. Seth und Sara zahlen Jack aus, der jedoch über das viel zu hohe Trinkgeld wenig glücklich ist und es den beiden wiedergeben will. Im Haus finden die beiden den Grund ihres Erdbesuches und werden von dem Wesen Siphon angegriffen. Auf der Flucht vor diesem erfährt Jack, dass es sich dabei um einen außerirdischen Attentäter handelt, der Sara und Seth töten soll.
Die beiden erzählen Jack, dass sie von einem weit entfernten Planeten kommen. Ihre Eltern hatten auf der Erde Experimente durchgeführt, um eine Lösung für ein Umweltproblem auf ihrem eigenen Planeten zu finden, das so gravierend ist, dass sich die Bevölkerung bereits auf den Exodus vorbereitet. Tatsächlich befindet sich in dem verlassenen Haus ein erfolgreiches Experiment, das die beiden Kinder zu ihrer Heimatwelt bringen wollen. Dies soll wiederum von Siphon verhindert werden, der von den außerirdischen Militärs ausgeschickt wurde, die vielmehr an einer „schnelleren Lösung“ – die Kolonialisierung der Erde – interessiert sind, und deshalb zuvor Seths und Sarahs Eltern interniert haben.
Auf der Rückfahrt Richtung Las Vegas machen die drei Halt in einer Kleinstadt, um Schäden am Fahrzeug reparieren zu lassen. Als sie sich in einem Restaurant befinden, wird dieses von Burke und seinen Leuten gestürmt. Eine Kellnerin verhilft ihnen jedoch zur Flucht. Die drei fahren weiter nach Las Vegas und suchen Alex auf dem UFO-Kongress auf. Mit Unterstützung von Freunden von ihr können Sara und Seth ihr Raumschiff, das abgestürzte UFO, im „magischen Berg“ lokalisieren. Hierbei handelt es sich um eine streng geheime Militärbasis.
Dort angekommen, werden die vier von Burkes Männern gestellt und Sara und Seth als „illegale Ausländer“ festgenommen. Jack und Alex werden abtransportiert, können sich aber kurz darauf mit einer List befreien. Als sie Seth und Sara befreien wollen, greift Siphon die Basis an, sodass Burkes Männer beschäftigt sind und die vier den Hangar aufsuchen können, in dem das Schiff von Sara und Seth steht. Mit diesem können sie entkommen, jedoch gelangt Siphon ebenfalls an Bord, wo er von Jack und Seth bekämpft wird, bis Jack ihn in den Antrieb des Schiffes werfen kann. Nachdem Sara und Seth Jack und Alex wieder abgesetzt haben, gibt Sara Jack ein Ortungsgerät, welches bei einer Wiederkehr aktiviert wird, sowie die Gabe Gedanken lesen zu können.
Im Abspann stellen Jack und Alex, die jetzt ein Paar sind, auf einer UFO-Convention ihr erfolgreiches Buch „Die Jagd zum magischen Berg“ vor. In der letzten Szene fahren die beiden in dem Auto, von dem Jack immer geträumt hat, einem Ford Mustang, ähnlich dem, den auch Steve McQueen in dem Film Bullitt fährt. Dabei aktiviert sich das Ortungsgerät, das die Kinder Jack gegeben haben.

## Produktion
Im Juli 2007 verpflichtete Walt Disney Pictures Andy Fickman, die Regie bei einer modernen Neuverfilmung von Die Flucht zum Hexenberg auf Basis eines Skriptes von Matt Lopez zu übernehmen. Im folgenden August wurde Dwayne Johnson für die Hauptrolle gewonnen, sodass der Beginn der Dreharbeiten für März 2008 angesetzt wurde. Fickman beschreibt den Film nicht als Remake, sondern als „ein neues Kapitel in der Welt von ‚Witch Mountain‘“. Er beschreibt das Buch, auf dem die Filme basieren als „einen coolen dunklen Thriller“. Im März 2008 nahmen die Filmemacher ein neues Skript, das von Mark Bomback geschrieben wurde. Der Film wurde umbenannt und die Dreharbeiten begannen im gleichen Monat in Los Angeles.
Das Convention Center in Pomona (Kalifornien) wurde als Kulisse für die UFO Expo 9 benutzt, das Innere des magischen Berges wurde nach Fotografien von einer Rundfahrt durch die NORAD-Koordinierungsstelle im Cheyenne Mountain gestaltet. Fickman suchte Hilfe bei UFO-Experten, dem Militär sowie bei CIA-Beratern, um den Film zu gestalten. Er führte außerdem ein neues Element in Gestalt der außerirdischen Kreatur Siphon ein. Diese wurde von dem Designteam ersonnen, das auch für Alien und Predator tätig war.

## Musik
Die Filmmusik wurde von Trevor Rabin geschrieben, der diese mit einem 78-köpfigen Ensemble und einem 24-köpfigen Chor aufnahm. Zwei der Songs schrieb die Country und Western-Band Brokedown Cadillac, die ebenso kurz in der Eröffnungssequenz zu sehen ist.

## Trivia
Kim Richards und Ike Eisenmann, die im Originalfilm die Kinder spielten, hatten beim 2009-Remake einen Cameo-Auftritt. Kim Richards spielte die Kellnerin Tina und Ike Eisenmann den Sheriff Antony.